# Rudolf Komorek
Rudolf Komorek (ur. 11 października 1890 w Bielsku, zm. 11 grudnia 1949 w São José dos Campos, w Brazylii) – polski prezbiter, salezjanin, misjonarz oraz Czcigodny Sługa Boży Kościoła katolickiego.

## Życiorys
Urodził się w 1890, w Bielsku należącym w tamtych czasach do Austro-Węgier (obecnie Bielsko-Biała). Był trzecim z siedmiorga dzieci Jana Komorka, z zawodu kowala, i Agnieszki z domu Gach, położnej i krawcowej. Miał rodzeństwo: trzy siostry: Marię, Wandę i Walerię oraz trzech braci: Roberta, Jana i Leopolda. 30 listopada 1890 w kościele parafialnym przyjął sakrament chrztu świętego.
Przez pięć lat uczęszczał do szkoły podstawowej, a potem w 1901 wstąpił do klasycznego gimnazjum niemieckiego w Bielsku, które ukończył egzaminem dojrzałości 13 lipca 1909 z odznaczeniem, jako wzorowy uczeń.
Mając 19 lat, 30 września 1909 wstąpił do seminarium duchownego w Widnawie, należącym do archidiecezji wrocławskiej. Otrzymał od współseminarzystów przydomek „św. Alojzy”. 20 lipca 1910 przyjął sakrament bierzmowania. Tonsurę przyjął 11 lipca 1911 z rąk kard. Georga Koppa w kościele seminaryjnym, a 11 marca 1913 we Wrocławiu otrzymał święcenia niższe. Dwa dni później, 13 marca otrzymał z rąk kard. Koppa święcenia subdiakonatu, a 15 marca diakonatu.
22 lipca 1913 w Widnawie przyjął święcenia kapłańskie z rąk kardynała Koppa. Pierwszy rok kapłańskiej posługi spędził wśród mieszkających w Strumieniu rolników, będąc od 1 sierpnia 1913 wikariuszem tamtejszej parafii. Cechą charakterystyczną księdza Rudolfa było to, że spał bez posłania, często na podłodze lub gołej ziemi. Od 1 marca do 31 maja 1914 był następnie wikariuszem w parafii, w Zabrzegu, w pobliżu Bielska.

### Działalność w okresie wojny
Kiedy w 1914 roku wybuchła I wojna światowa, a młodzi parafianie ks. Rudolfa zostali powołani do wojska, postanowił im towarzyszyć. Najpierw 1 maja 1914 został kapelanem rezerwy w 100 pułku piechoty w stopniu kapitana. 1 czerwca przeniósł się z Zabrzegu do Skoczowa, a potem do Krakowa, gdzie był kapelanem szpitali wojskowych. Jego brat, Robert, napisał:

Odwiedziłem go raz w szpitalu w Krakowie w czasie urlopu. Pacjenci kochali go bardzo. Zawsze był wśród nich, starając się ulżyć ich cierpieniu.

13 maja 1916 poprosił o przeniesienie na front, gdzie służył w szpitalu polowym w Leogang, a następnie w szpitalu zakaźnym w Marder koło Borgo. Służył następnie w piechocie, w Tyrolu. Otrzymał medal "Czerwony Krzyż" za postawę wobec potrzebujących. W uzasadnieniu napisano: 

Rzadki przykład kapłana, który idealnie wykorzystuje swoje powołanie.

Wraz z towarzyszami frontowych dróg znalazł się w obozie jenieckim pod Trydentem, gdy wojna dobiegała końca. Najprawdopodobniej tam zrodził się u niego pomysł, aby po zakończeniu wojny zostać zakonnikiem.

### Kapłaństwo
Po wojnie pracował od 1 stycznia 1919 w Pogwizdowie, a następnie od 1 grudnia tegoż roku we Frysztacie. W tym czasie zwrócił się z prośbą do kardynała Adolfa Bertrama o pozwolenie na wstąpienie do salezjanów. Na parafii pozostał do 7 lipca 1922.
Żył ubogo. Nosił buty, w których wrócił z wojska. Po otrzymaniu miesięcznej pensji, rozdawał ją ubogim, których odwiedzał. Spał na twardej ławie okryty kocem. Pewnego razu, kiedy udał się z Najświętszym Sakramentem do chorego i stwierdził, że ten nie ma czym się okryć, oddał mu swój jedyny koc. Odtąd okrywał się własnym płaszczem. Jego konfesjonał otaczał zawsze tłum ludzi. Wszystkich traktował niezwykle uprzejmie. Szczególnie lubił dzieci.

### Działalność misyjna
30 października 1922, mając 32 lata, będąc już od 9 lat kapłanem, rozpoczął nowicjat salezjański w Kleczy Dolnej koło Wadowic, zwracając się jednocześnie o pozwolenie na wyjazd na misje. W gronie nowicjuszy ks. Rudolf sprawował czasowo funkcję prezesa Towarzystwa Najświętszego Sakramentu. W uroczystość Wszystkich Świętych, 1 listopada 1932 złożył czasowe, trzyletnie śluby zakonne, a następnie udał się do domu zakonnego w Przemyślu.
Ponieważ w tym czasie salezjanie z Brazylii poprosili o przyjazd kapłanów do pracy wśród tamtejszej Polonii, wcześniejsza prośba ks. Rudolfa została rozpatrzona pozytywnie. W Turynie otrzymał krzyż misyjny z rąk księdza generała Filipa Rinaldiego, a 27 listopada 1924 przybył do Rio de Janeiro.
Został skierowany do pracy wśród Polonii w São Feliciano w stanie Rio Grande do Sul. Miał uczyć w szkółkach i posługiwać w okolicznych kościołach i kaplicach. Ksiądz Konstanty Zajkowski, jego proboszcz, wspominał:

Dla kolonistów był aniołem pocieszycielem. Przygotowywał dzieci do Pierwszej Komunii św. i odprawiał Msze św. w niemal dziesięciu szkołach, które otwarto na terenie kolonii... Wiele razy w tygodniu jeździł konno do chorych z Wiatykiem... Do późnych godzin przebywał wśród ludzi w kościele, modląc się i odmawiając różaniec. Wykorzystywał wszystkie spotkania do głoszenia nauki Chrystusa... 

28 stycznia 1930 w domu salezjańskim w Lavrinhas w stanie São Paulo złożył uroczyste śluby wieczyste w Towarzystwie Salezjańskim.
W międzyczasie od 1929 do 1934 był wikarym w Niterói w Sanktuarium Maryi Wspomożycielki, a następnie od 1934 do 1936, w Luiz Alves w stanie Santa Catarina, w kolonii włoskiej i polskiej.
W czerwcu 1936 ks. inspektor postanowił posłać ks. Rudolfa do seminarium salezjańskiego w Lavrinhas jako spowiednika, w przeświadczeniu, że nikt nie będzie potrafił lepiej wychować młodych salezjanów do życia ofiarnego i świętego. Ks. Rudolf, przed spowiedzią i po niej długo się modlił. Jego konfesjonał zawsze otaczało wielu ludzi, którzy oczekiwali nie tylko rozgrzeszenia, ale też rady. Według relacji wiernych posiadał niezwykłą zdolność wyczucia grzechów penitenta, jeszcze przed ich wyznaniem. Według niektórych świadectw posiadał zdolność bilokacji, a w czasie odprawiania Eucharystii – lewitacji.
W styczniu 1941 stan zdrowia ks. Rudolfa zaczął budzić obawy przełożonych: męczył go nieustanny kaszel, został więc posłany do domu wypoczynkowego salezjanów w São José dos Campos. Lekarz stwierdził u niego zaawansowaną gruźlicę obu płuc. Choć sam chory, nadal pracował cały dzień w kościele, w przytułku dla starców i w sanatorium, wielu jego podopiecznych otrzymało Namaszczenie chorych od Santo Padre (pol. "Świętego kapłana") w obliczu śmierci, mimo ich wcześniejszej wrogości wobec Kościoła. Prosił, aby leki przeznaczone dla niego oddano ubogim. Zmarł 11 grudnia 1949 o godzinie 23:20 trzymając duży krucyfiks w ręku, w sanatorium w São José dos Campos, prowadzonym przez siostry zakonne, przeżywszy 59 lat, z tego 26 jako członek Zgromadzenia Salezjańskiego. Spoczął na cmentarzu, gdzie obecnie jego mogiła jest ozdobiona niewysokim marmurowym krzyżem.
Ksiądz dyrektor Gastone Mendes, który udzielił mu ostatnich pociech religijnych, powiedział:

Jeżeli ktoś przeżyje całe życie, spełniając codzienne obowiązki bez narzekania, bez zniechęcenia i bez załamywania się z powodu trudności, to jest rzeczywiście bohaterem. Takim na pewno był ksiądz Komorek – duszpasterz najbiedniejszych.

## Patronat
Szczególnym miejscem kultu Czcigodnego Sługi Bożego Rudolfa Komorka jest São Paulo.

## Proces beatyfikacyjny
Powszechna i zgodna opinia o jego świętości wpłynęła na stosunkowo szybkie rozpoczęcie procesu jego beatyfikacji.
13 stycznia 1964 nastąpiło uroczyste otwarcie procesu informacyjnego w São José dos Campos, gdzie zakończył życie, przez ordynariusza diecezji bp. Franciszka Borja do Amarala. 20 czerwca 1969 w Aula Nobre, fakultetu prawa w São José dos Campos zakończono proces diecezjalny, po czym zebrane dokumenty przesłano do Watykanu, do Kongregacji Spraw Kanonizacyjnych. W roku 1995 przez papieża Jana Pawła II, ks. Rudolf Komorek został podniesiony do godności Czcigodnego Sługi Bożego